# Leucheria viscida
Leucheria viscida là một loài thực vật có hoa trong họ Cúc. Loài này được (Bertero ex Colla) Crisci mô tả khoa học đầu tiên năm 1976.